# Modou Dia
Modou Dia (27 de março de 1950) é um político e antigo diplomata do Senegal. Dia representou como embaixador o seu país na Arábia Saudita, União Soviética, Alemanha Ocidental e Áustria. Foi o representante permanente do Senegal junto da Organização para a Cooperação Islâmica. Dia foi candidato nas eleições presidenciais senegalesas de fevereiro de 2007, tendo ficado em último lugar entre os 15 candidatos, com apenas 0,13% dos votos.
Dia frequentou o Institut catholique d'arts et métiers em Lille.

## References
1. ↑  "L’ancien ambassadeur Modou Dia veut faire décoller le Sénégal à l’horizon 2017", African Press Agency, February 6, 2007 (em francês).
2. ↑  "Le texte intégral de la décision du Conseil constitutionnel", Agence de Presse Sénégalaise, March 11, 2007 (em francês).